# Esther Howard

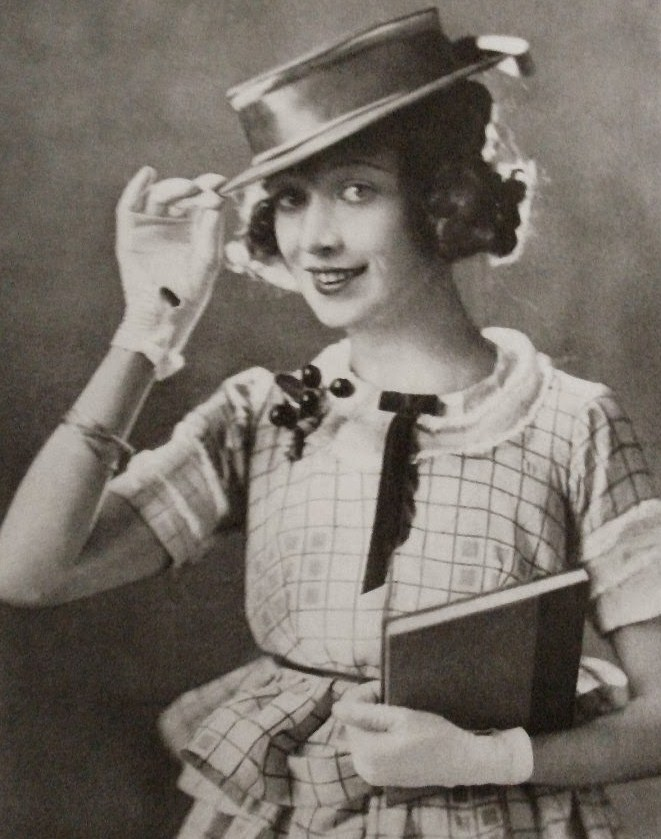
Esther Howard (um 1920)

Esther Howard (* 4. April 1892 in Butte, Montana; † 8. März 1965 in Hollywood, Kalifornien) war eine US-amerikanische Schauspielerin.

## Leben
Howard wurde als Tochter eines Dirigenten und einer Opernsängerin in Montana geboren. Entgegen den Wünschen ihrer Eltern, die für sie eine Laufbahn als Lehrerin vorgesehen hatten, schloss sich Howard einer Theatergruppe an. Später war sie über Jahre Ensemblemitglied verschiedener Wanderbühnen. 1917 gab sie ihren Einstand am Broadway, wo sie bis 1929 in einem Dutzend Produktionen auftrat. Am erfolgreichsten von diesen war Jerome Kerns Musical Sunny mit Marilyn Miller in der Hauptrolle, das über ein Jahr lief. Howards letzte Broadway-Show war 1929 die Operette The New Moon von Sigmund Romberg.
1930 gab Howard ihr Filmdebüt in einem Vitaphone-Kurzfilm. Sie war in den darauffolgenden Jahren auch in weiteren Filmen zu sehen, jedoch nahm ihre Leinwandkarriere erst gegen Ende der 1930er-Jahre an Fahrt auf. 1940 wurde sie in Der große McGinty erstmals von dem Komödienregisseur Preston Sturges besetzt, der Howard danach regelmäßig in seinen Filmen besetzte. Sie gehörte damit einer Riege von markanten Charakterdarstellern an, die von Sturges wiederholt verpflichtet wurden. Die Nebendarstellerin spezialisierte sich in Hollywood vor allem auf aufdringliche, bestimmerische und mitunter liebestolle Damen mittleren Alters, wobei ihre Figuren sowohl düsterer als auch komischer Natur sein konnten. In Sullivans Reisen flirtet ihre Figur mit Joel McCrea, in Der große Knall mit Oliver Hardy – in beiden Fällen von männlicher Seite ungewollt. In Thrillern wie Murder, My Sweet oder Umleitung treten ihre Figuren oft heruntergekommen, alkoholisiert und abgelebt auf. Daneben spielte Howard aber auch mehrfach steife und altmodische Witwen. 1949 verkörperte sie die sterbende Mutter von Kirk Douglas’ Hauptfigur in dem Boxerfilm Zwischen Frauen und Seilen.
Ihre letzten von über 110 Filmen drehte Howard im Jahr 1952. Dreizehn Jahre später starb sie im Alter von 72 Jahren an einem Herzinfarkt. Sie ist im Forest Lawn Memorial Park in Glendale, Kalifornien, bestattet. Ihr ein Jahr älterer Ehemann, der Theater- und Stummfilmschauspieler Arthur Albertson, war 1926 nach sieben Jahren Ehe durch einen Suizid gestorben; danach hatte sie nicht wieder geheiratet.

## Filmografie (Auswahl)
- 1930: Who’s the Boss (Kurzfilm)
- 1931: The Vice Squad
- 1932: The Cohens and Kellys in Hollywood
- 1932: Geh’ und lieb’ und leide! (Merrily We Go to Hell)
- 1934: Transatlantic Merry-Go-Round
- 1936: Klondike Annie
- 1936: Geheimnisvolle Passagiere (Florida Special)
- 1937: Swing High, Swing Low
- 1937: Sackgasse (Dead End)
- 1937: Mr. Dodd geht nach Hollywood (Stand-In)
- 1938: Shirley auf Welle 303 (Rebecca of Sunnybrook Farm)
- 1938: Marie-Antoinette
- 1938: Über die Grenze entkommen (The Texans)
- 1939: Irrwege der Liebe (Broadway Serenade)
- 1940: Der große McGinty (The Great McGinty)
- 1941: The Lady from Cheyenne
- 1941: Sullivans Reisen (Sullivan’s Travels)
- 1942: Geliebte Spionin (My Favorite Blonde)
- 1942: Sechs Schicksale (Tales of Manhattan)
- 1942: Atemlos nach Florida (The Palm Beach Story)
- 1942: Meine Frau, die Hexe (I Married a Witch)
- 1943: Sensation in Morgan’s Creek (The Miracle of Morgan’s Creek)
- 1944: Pinky und Curly (Once Upon a Time)
- 1944: Heil dem siegreichen Helden (Hail the Conquering Hero)
- 1944: The Great Moment
- 1944: Laurel und Hardy: Der große Knall (The Big Noise)
- 1944: San Diego I Love You
- 1944: Murder, My Sweet
- 1945: Umleitung (Detour)
- 1945: Mann ohne Herz (Adventure)
- 1946: A Letter for Evie
- 1946: Der Mann aus Virginia (The Virginian)
- 1946: Dick Tracy vs. Cueball
- 1947: Born to Kill
- 1947: Das Lied vom dünnen Mann (Song of the Thin Man)
- 1948: Die bronzene Göttin (The Velvet Touch)
- 1948: Die Braut des Monats (June Bride)
- 1949: Ein Fall für Detektiv Landers (Homicide)
- 1949: Zwischen Frauen und Seilen (Champion)
- 1949: Herr der Unterwelt (The Crooked Way)
- 1949: Spielfieber (The Lady Gambles)
- 1949: The Beautiful Blonde from Bashful Bend
- 1949: Kopfpreis 5000 Dollar (Hellfire)
- 1949: Stern vom Broadway (Look for the Silver Lining)
- 1950: Entgleist (No Man of Her Own)
- 1950: Frauengefängnis (Caged)
- 1951: All That I Have
- 1952: Die Rose von Cimarron (Rose of Cimarron)
- 1952: Die Frau mit der eisernen Maske (Lady in the Iron Mask)
- 1952: Caught on the Bounce (Kurzfilm)